# ادو اوریول
ادو اوریول (انگلیسی: Edu Oriol؛ زادهٔ ۵ نوامبر ۱۹۸۶) بازیکن فوتبال اهل اسپانیا است.
از باشگاه‌هایی که در آن بازی کرده‌است می‌توان به باشگاه فوتبال خزر لنکران، باشگاه فوتبال رئال ساراگوسا، باشگاه ورزشی لیماسول، باشگاه فوتبال بلکپول، باشگاه فوتبال بارسلونا بی، باشگاه فوتبال بارسلونا، و باشگاه فوتبال راپید بخارست اشاره کرد.